# ブレッド図書館
ブレッド図書館（ - ライブラリー）とはNHK Eテレで2022年3月5日から3月13日まで放送が行われたテレビ番組。全8回。

## 概要
「これを見れば、あなたもパン好きに!」をキャッチフレーズにパンの魅力を5分間にまとめたテレビ番組。番組ではパンの魅力を紹介していく他、作り方やおすすめの食べ方などを紹介していく。老舗や名店のパンの製法からパンのおいしさの秘密に迫る。
また「パンちく」のコーナーではパンにまつわる様々なうんちくを紹介していく。

## 出演者
- ナレーター
  - 安井絵里[1][8]

## 放送
- 2022年度[9]
  - NHK Eテレ 土曜日 05:55 - 06:00
  - NHK Eテレ 水曜日 12:40 - 12:45
  - NHK Eテレ 毎月最終金曜日 10:25 - 10:30

## エピソード
| 話数 | タイトル              | 初回放送日 (JST) | 出典          |
| ---- | --------------------- | ---------------- | ------------- |
| 1    | (1)「食パン」         | 2022年03月05日   | [ 2 ] [ 13 ]  |
| 2    | (2)「カレーパン」     | 2022年03月05日   | [ 4 ] [ 14 ]  |
| 3    | (3)「フルーツサンド」 | 2022年03月06日   | [ 5 ] [ 15 ]  |
| 4    | (4)「たまごサンド」   | 2022年03月06日   | [ 3 ] [ 16 ]  |
| 5    | (5)「フランスパン」   | 2022年03月10日   | [ 17 ] [ 18 ] |
| 6    | (6)「ジャムパン」     | 2022年03月13日   | [ 6 ] [ 19 ]  |
| 7    | (7)「ベーグル」       | 2022年03月13日   | [ 20 ] [ 21 ] |
| 8    | (8)「デニッシュ」     | 2022年03月13日   | [ 7 ] [ 22 ]  |